# فام فان تاين
فام فان تاين (بالفيتنامية: Phạm Văn Tiến)‏ هو لاعب كرة قدم فيتنامي في مركز حراسة المرمى، ولد في 30 أبريل 1993 في محافظة كوانغ نام في فيتنام. شارك مع منتخب فيتنام تحت 23 سنة لكرة القدم. أما مع النوادي، فقد لعب مع نادي هوانغ آنه جيا لاي.

## وصلات خارجية
- فام فان تاين على موقع قاعدة بيانات كرة القدم.إي يو (الإنجليزية)
- فام فان تاين على موقع Soccerway.com (الإنجليزية)